# Francavilla al Mare
Francavilla al Mare ist eine Stadt mit 25.543 Einwohnern (Stand 31. Dezember 2023) in der Region Abruzzen, Provinz Chieti in Italien. 
Die Stadt ist Mitglied der Cittàslow, einer 1999 in Italien gegründeten Bewegung zur Entschleunigung und Erhöhung der Lebensqualität in Städten.

## Geografie
Francavilla al Mare liegt südlich von Pescara an der Adria. Allerdings gehen Pescara und Francavilla fließend ineinander über. Die Nachbargemeinden sind Chieti, Miglianico, Ortona, Pescara (PE), Ripa Teatina, San Giovanni Teatino und Torrevecchia Teatina.

## Weinbau
In der Gemeinde werden Reben der Sorte Montepulciano für den DOC-Wein Montepulciano d’Abruzzo angebaut.

## Sehenswürdigkeiten

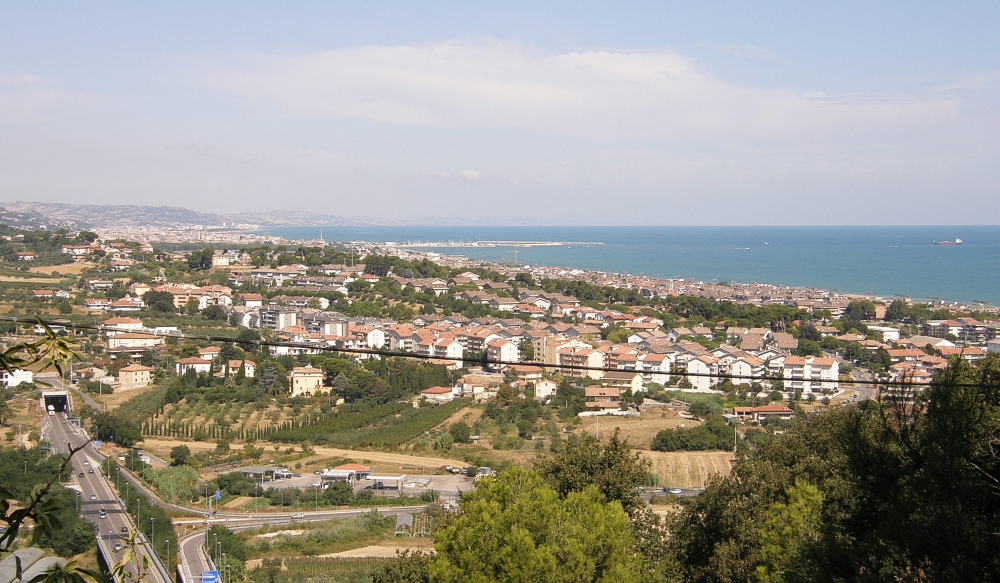
Panorama
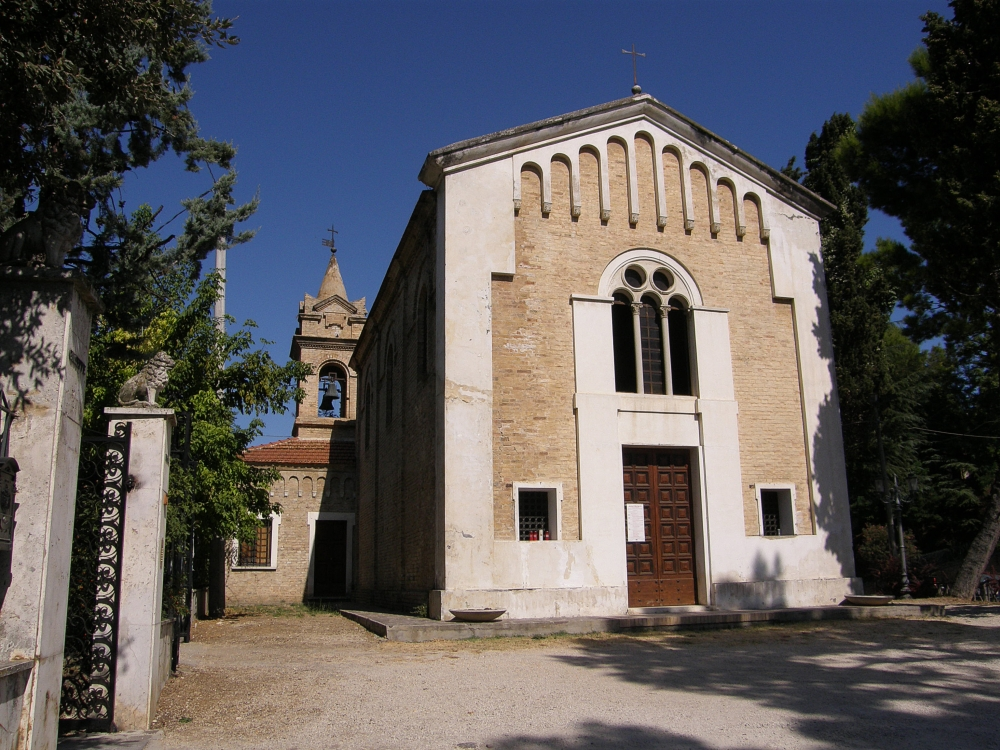
Die Kirche San Rocco
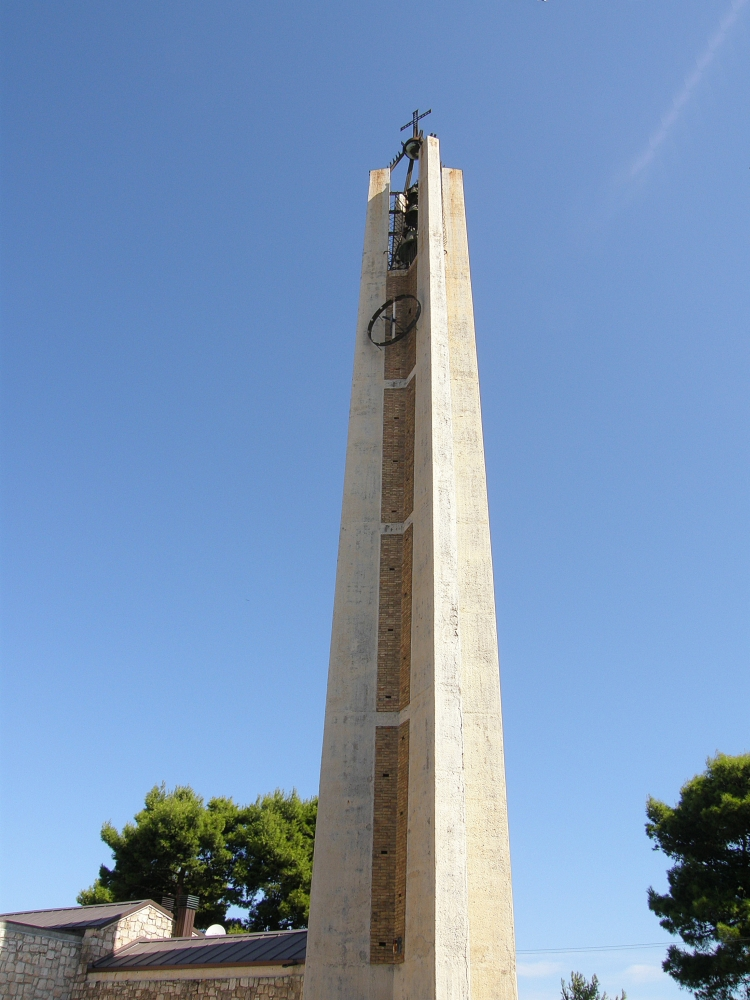
Campanile von Santa Maria Maggiore
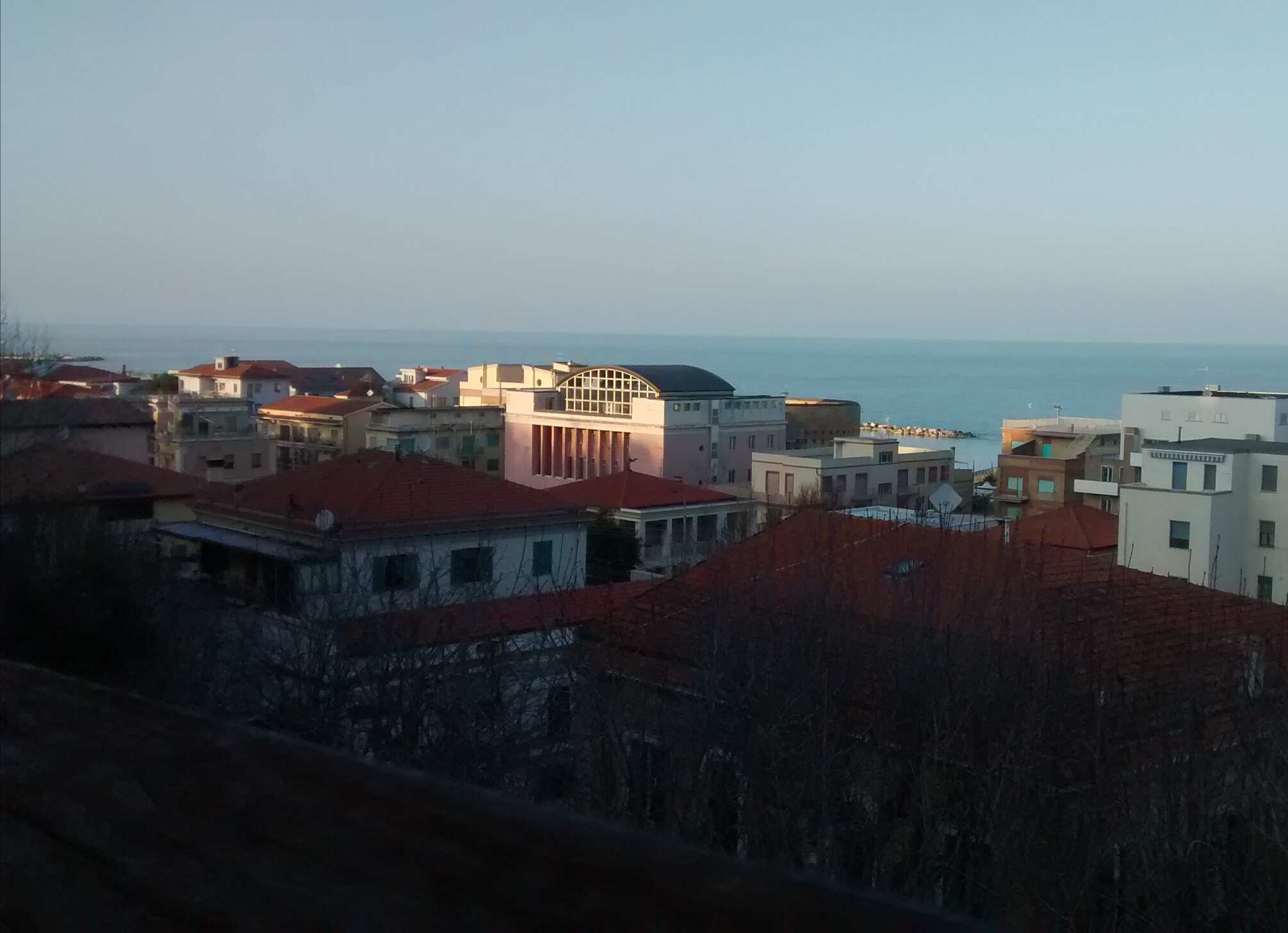
Blick zum Palazzo Sirena
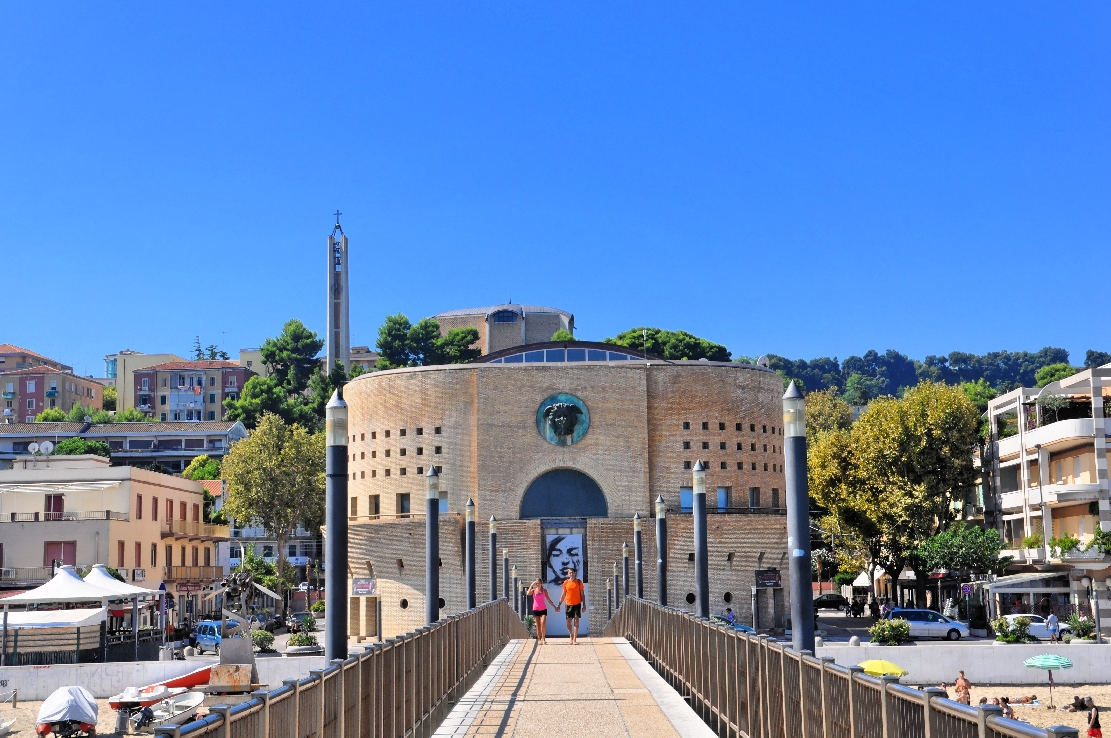
Palazzo Sirena und Pontile Sirena
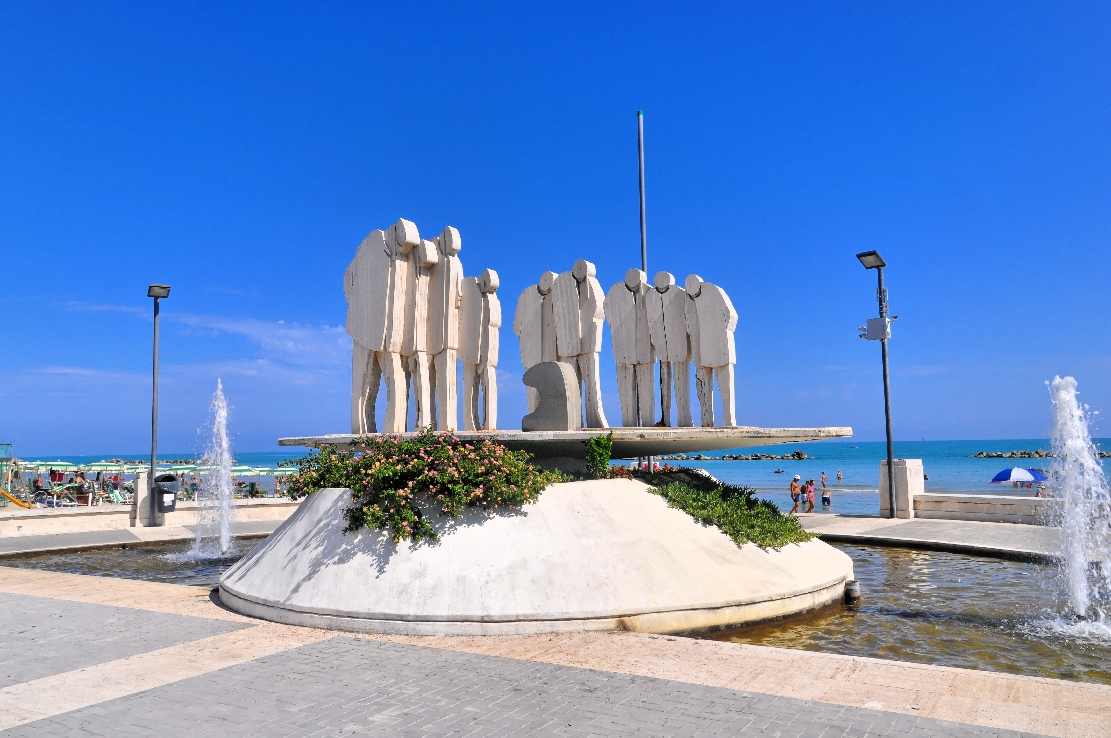
Monumento ai caduti del mare

## Sport
Am 20. Mai 2001 endete die 1. Etappe des Giro d’Italia in Francavilla. Sie wurde von Ellis Rastelli gewonnen.

## Persönlichkeiten
- Vincenzo Spaccapietra CM (1801–1878), Erzbischof von Port of Spain, dann von Izmir
- Francesco Paolo Michetti (1851–1929), Maler der in Francavilla al Mare lebte und starb
- Giorgio Vizzardelli (1922–1973), Serienmörder